# Annonoideae
Annonoideae, biljna potporodica, dio porodice Annonaceae.. Sastoji se od 7 tribusa; tipični rod je Annona  sa 179 priznatih vrsta iz tropske Amerike i Afrike.

## Tribusi i rodovi
1. Subfamilia Annonoideae Raf.
  1. Tribus Bocageeae Endl.
    1. Mkilua Verdc. (1 sp.)
    2. Cymbopetalum Benth. (27 spp.)
    3. Porcelia Ruiz & Pav. (7 spp.)
    4. Bocagea A. St.-Hil. (5 spp.)
    5. Cardiopetalum Schltdl. (2 spp.)
    6. Trigynaea Schltdl. (9 spp.)
    7. Hornschuchia Nees (12 spp.)
    8. Froesiodendron R. E. Fr. (4 spp.)

  2. Tribus Xylopieae Endl.
    1. Artabotrys R. Br. (116 spp.)
    2. Xylopia L. (179 spp.)

  3. Tribus Duguetieae Chatrou & R. M. K. Saunders
    1. Pseudartabotrys Pellegr. (1 sp.)
    2. Letestudoxa Pellegr. (3 spp.)
    3. Duguetia A. St.-Hil. (95 spp.)
    4. Fusaea (Baill.) Saff. (2 spp.)
    5. Duckeanthus R. E. Fr. (1 sp.)

  4. Tribus Guatterieae Hook. fil. & Thomson
    1. Guatteria Ruiz & Pav. (186 spp.)

  5. Tribus Annoneae Endl.
    1. Neostenanthera Exell (4 spp.)
    2. Boutiquea Le Thomas (1 sp.)
    3. Anonidium Engl. & Diels (5 spp.)
    4. Goniothalamus Hook. fil. & Thomson (138 spp.)
    5. Diclinanona Diels (3 spp.)
    6. Annona L. (179 spp.)
    7. Disepalum Hook. fil. (10 spp.)
    8. Asimina Adans. (10 spp.)
    9. Deeringothamnus Small (1 sp.)

  6. Tribus Monodoreae Baill.
    1. Ophrypetalum Diels (1 sp.)
    2. Sanrafaelia Verdc. (1 sp.)
    3. Mischogyne Exell (5 spp.)
    4. Uvariodendron (Engl. & Diels) R. E. Fr. (15 spp.)
    5. Monocyclanthus Keay (1 sp.)
    6. Uvariopsis Engl. (19 spp.)
    7. Isolona Engl. (21 spp.)
    8. Monodora Dunal (17 spp.)
    9. Asteranthe Engl. & Diels (3 spp.)
    10. Hexalobus A. DC. (6 spp.)
    11. Uvariastrum Engl. (6 spp.)

  7. Tribus Uvarieae Hook. fil. & Thomson
    1. Uvaria L. (166 spp.)
    2. Dielsiothamnus R. E. Fr. (1 sp.)
    3. Pyramidanthe Miq. (12 spp.)
    4. Fissistigma Griff. (62 spp.)
    5. Afroguatteria Boutique (3 spp.)
    6. Toussaintia Boutique (4 spp.)
    7. Sphaerocoryne Scheff. (12 spp.)
    8. Cleistochlamys Oliv. (1 sp.)
    9. Monanthotaxis Baill. (95 spp.)
    10. Desmos Lour. (17 spp.)
    11. Wuodendron B. Xue, Y. H. Tan & Chaowasku (1 sp.)
    12. Wangia X. Guo & R. M. K. Saunders (2 spp.)
    13. Friesodielsia Steenis (46 spp.)
    14. Dasymaschalon (Hook. fil. & Thomson) Dalla Torre & Harms (30 spp.)